# Lori mnohobarvý
Lori mnohobarvý (Trichoglossus haematodus) je výrazně zbarvený pták z čeledi Psittaculidae (občas bývá řazen i do čeledi papouškovití). Jedná se také o velmi oblíbený druh chovaný v zajetí. V červeném seznamu IUCN je uveden jako málo dotčený druh s velkou populací.

## Popis

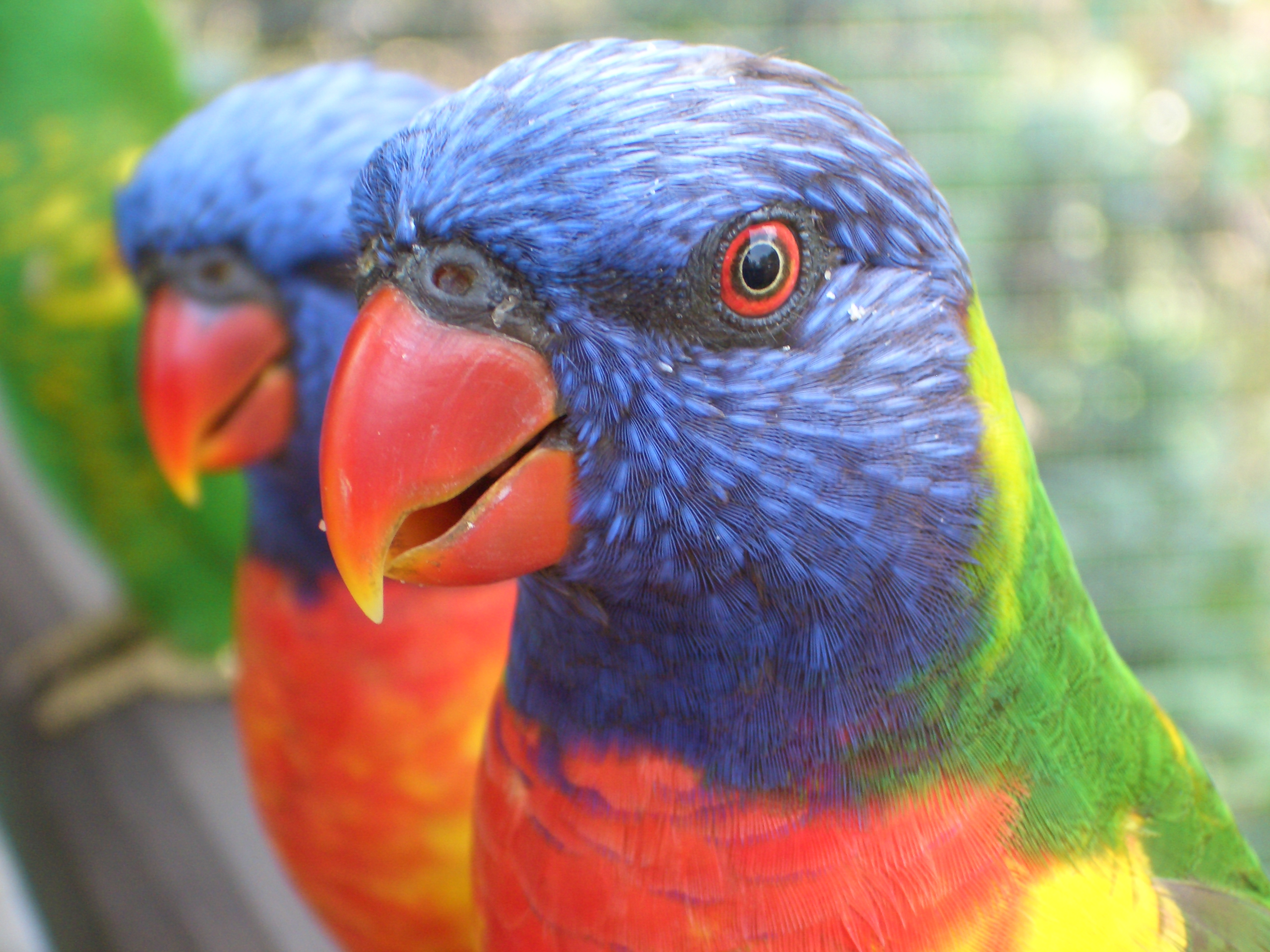
Hlava

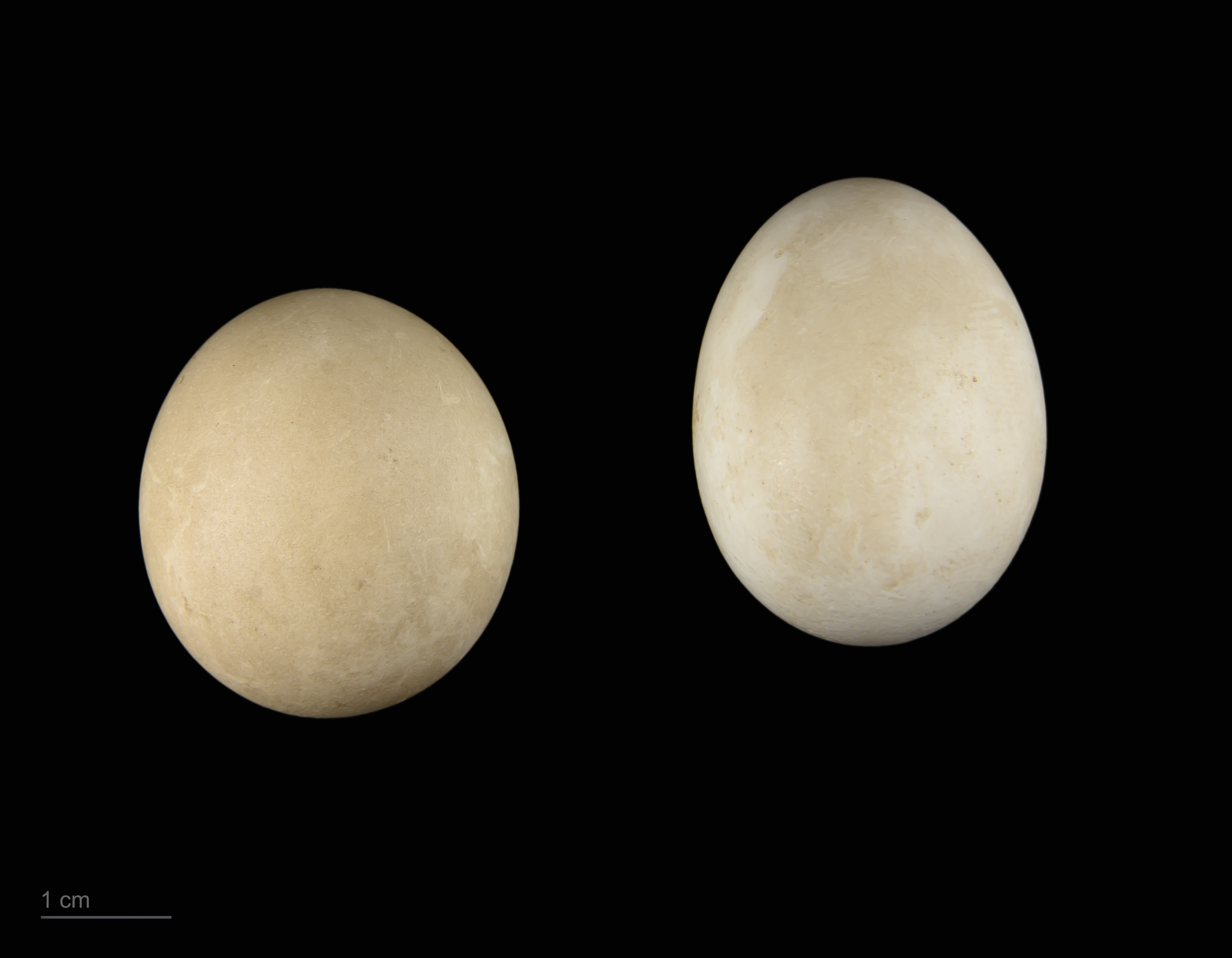
Vejce loriho mnohobarvého

Lori mnohobarvý, jak už z jeho samotného názvu vyplývá, je velmi výrazný pták, na jehož opeření nalezneme téměř všechny barvy duhy. Dorůstá 25–30 cm a v rozpětí křídel dosahuje zhruba 17 cm. Váží kolem 133 gramů. Ačkoli se jednotlivé poddruhy ve zbarvení viditelně liší, jejich společným znakem je modrá hlava a břicho, výrazný oranžový pruh na hrudi, zelená svrchní strana těla a oranžový nebo červený zobák. U některých poddruhů se na oranžově zbarvené hrudi objevuje také tmavé pruhování. Zobák a duhovka dospělce jsou oranžové až červené, nohy šedavé. Mláďata jsou tmavší, zobák mají hnědočerný a duhovku hnědou.

## Způsob života
Lori mnohobarvý žije v párech, které se občas shlukují do hejn. Většinou obývá tropické deštné pralesy, narazit na něj lze i v otevřené krajině, v parcích a na zahradách ve městech. Někdy bez strachu zaletuje, na krmítka, kde je turistickou atrakcí. Často migruje za potravou, stále se drží v korunách stromů. Při střežení svého hnízdiště a potravního teritoria je přitom velmi agresivní a dokáže odsud vypudit i ptáky větší velikosti, než je on sám (např. flétňáka australského).
Živí se zejména nejrůznějším ovocem, bobulemi a plody, požírá také pyl a nektar, jehož sběr mu usnadňuje zvláštně přizpůsobený jazyk.
Hnízdo si buduje nejčastěji v dutinách stromů v různou roční dobu, samice snáší 2–3 vejce, která sama zahřívá. Oba rodiče krmí mláďata po dobu 60 dnů.

## Rozšíření
Obývá Austrálii, území východní Indonésie (souostroví Moluky a Západní Novou Guineu), Papuy Nové Guiney, Nové Kaledonie, Šalomounových ostrovů a Vanuatu. V Austrálii je běžný podél východního pobřeží, v rozmezí od Queenslendu po Jižní Austrálii a severozápadní Tasmánii. Jeho přirozeným biotopem jsou lesy různého druhu.
Jako nepůvodní druh se dnes vyskytuje také v Perthu, západní Austrálii, Aucklandu, na Novém Zélandu a v Hongkongu.

## Historie
Jako první loriho dovezl do Evropy botanik Joseph Banks, doprovázející v letech 1768 až 1771 slavného mořeplavce Jamese Cooka na jeho objevitelských cestách. V českých zemích se lori mnohobarvý objevil na slavných pražských výstavách exotických ptáků v letech 1879 až 1881. Chov se dlouho nedařil kvůli nárokům na krmivo. Dnes je možné sehnat aklimatizované ptáky, kteří přijímají náhradní krmivo, nevadí jim ani občasné poklesy teploty k bodu mrazu a při dobré péči se rozmnožují. U nás je s úspěchem rozmnožovali např. v Zoo Praha.